# Небувалий похід
«Небувалий похід» (також відомий як «Нечуваний похід») – український радянський німий документальний фільм 1931 року режисера Михаїла Кауфмана. Остання авангардистська робота школи кіноків в Україні.
Конструктивістський фільм-репортаж про рух «двадцятип'ятитисячників» – робітників, направлених Партією в 1929 році на підняття села.
Займає 90-94-у позицію у списку 100 найкращих фільмів в історії українського кіно.

## Погляд кінознавців
У «Небувалому поході» Кауфман уже відходив від ідеї механічної камери-ока, проте машинам – тракторам і комбайнам – все ще приділяв набагато більше уваги, ніж людям. Злидням тогочасних сіл Кауфман протиставляє геометричний ритм механізованих заводів.
Проблемою сіл, в дусі пропаганди того часу, показано куркулів, а прогресивним кроком – формування колгоспів. Колективізація у фільмі йде пліч-о-пліч з індустріалізацією, а от наступним етапом «небувалого походу» в останніх кадрах фільму зображена мілітаризація.

## Фільмування
Фільм знімався в одному з найбільших радгоспів свого часу ростовському «Гіганті», радгоспі села Карнагорове, Харківському тракторному заводі, та на базі радянського Чорноморського флоту в Севастополі.

## Ре-прем'єри
В березні 2016 року Національний центр Олександра Довженка представив фільм в межах української кінопрограми «Щаблі демократії» на фестивалі сучасного мистецтва, кіна і музики AV Festival в Ньюкаслі (Англія). Показ фільму відбувся в музичному супроводі лондонського гурту Test Dept. У липні 2016 року стрічка була представлена на фестивалі «Німі ночі» в музичному супроводі колективу Антона Байбакова.